# Niketas Eugenianos
Niketas Eugenianos (altgriechisch Νικήτας Ευγενιανός) war ein byzantinischer Schriftsteller des 12. Jahrhunderts. Er ist der Autor eines antiken Romans mit dem Titel Drosilla und Charikles (altgriechisch Τὰ κατὰ Δροσίλλαν καὶ Χαρικλέαν Tà katà Drossílan kaì Charikléan), der in 3557 Zwölfsilblern und 83 Hexametern die Schicksale des titelgebenden Liebespaares behandelt, wobei er eingestandenermaßen den Roman Rodanthe und Dosikles seines Lehrers Theodoros Prodromos zum Vorbild nimmt.
Sein literarisches Werk umfasst neben dem Roman eine rhythmische sowie eine Prosamonodie und ein Gedicht in Hexametern auf den Tod seines Lehrers, Epigramme, Epithalamioi, einen Epitaphios auf den Großdrungarios Stephan Komnenos (gestorben 1156/1157, vermutlich ein Schüler von Niketas), eine Liebeserklärung an die Grammatik in Briefform (Pròs eroménen grammatikèn) und eine Paraphrase des Buches Jona.

## Ausgaben
Manuskripte
- Venetus Marcianus graecus 412, ff. 1r–71v
- Parisinus graecus 2908, ff. 1r–237v
- Vaticanus urbinas gr 134, ff. 43r–77v
- Laurentianus aquisiti e Doni 341, ff. 50v–91r

Textausgaben
- Rudolf Hercher: Erotikon logon syngrapheis = Erotici scriptores Graeci. Bd. 2. Teubner, Leipzig 1859, S. 435–552.
- Fabrizio Conca (Hrsg.): De Drosillae et Chariclis amoribus. Gieben, Amsterdam 1990, ISBN 90-70265-95-8.

Übersetzungen
- Elizabeth Jeffreys: Four Byzantine Novels : Theodore Prodromos, "Rhodanthe and Dosikles"; Eumathios Makrembolites, "Hysmine and Hysminias"; Constantine Manasses, "Aristandros and Kallithea"; Niketas Eugenianos, "Drosilla and Charikles". Liverpool University Press, 2012, ISBN 978-1-84631-825-2 (Einleitung und englische Übersetzung).
- Karl Plepelits: Drosilla und Charikles. Hiersemann, Stuttgart 2003, ISBN 3-7772-0302-5 (deutsche Übersetzung mit Einleitung und  Erläuterungen).